# Microchilus ceratostele
Microchilus ceratostele är en orkidéart som beskrevs av Paul Ormerod. Microchilus ceratostele ingår i släktet Microchilus och familjen orkidéer. Inga underarter finns listade i Catalogue of Life.